# Eumonocentrus inclinatus
Eumonocentrus inclinatus är en insektsart som beskrevs av Capener 1955. Eumonocentrus inclinatus ingår i släktet Eumonocentrus och familjen hornstritar. Inga underarter finns listade i Catalogue of Life.